# Alkanna mughlae
Alkanna mughlae là loài thực vật có hoa trong họ Mồ hôi. Loài này được H.Duman, Güner & Cagban mô tả khoa học đầu tiên năm 1999.